# Hans-Egon Hass
Hans-Egon Hass (* 10. April 1916 in Kattowitz; † 12. August 1969 in Berlin) war ein deutscher Jurist, Germanist und Hochschullehrer. Er gab Sämtliche Werke und weitere Ausgaben der Werke von Gerhart Hauptmann heraus.

## Leben und Wirken
Hans-Egon Hass studierte von 1935 bis 1939 Rechtswissenschaft an den Universitäten Köln, München und Genf. Im Zweiten Weltkrieg wurde er als Oberleutnant im Deutsch-Sowjetischen Krieg verwundet. Von 1940 bis 1943 war er Gerichtsreferendar. 1943 wurde er zum Dr. iur. promoviert. Von 1945 bis 1946 war er Gerichtsassessor in Düsseldorf. Anschließend studierte er bis 1950 Germanistik, Philosophie, Psychologie und Romanistik an der Universität Bonn. 1950 wurde er zum Dr. phil. promoviert, 1955 habilitierte er sich. 1959 erhielt er eine Berufung als ordentlicher Professor für deutsche Sprache und Literatur an die Freie Universität Berlin.
Im April 1960 wurde er vom Propyläen Verlag mit der Herausgabe einer „kritisch revidierten“ Gesamtausgabe der Werke von Gerhart Hauptmann bestellt. In Vorbereitung dazu konnte er in Ronco sopra Ascona bei dessen Sohn Benvenuto Hauptmann den literarischen Nachlass von Gerhart Hauptmann studieren. Die Ausgabe erschien in elf Bänden ab 1962, dem Jahr des 100. Geburtstages von Gerhart Hauptmann, als „Centenar-Ausgabe“. Nach dem Tod von Hans-Egon Hass wurde die Herausgabe der letzten Bände von Wolfgang Bungies (Band 10) und Martin Machatzke (Band 10, Band 11) fortgeführt.

## Schriften
- Die utopistische Staatsphilosophie Campanellas. Ein Beitrag zur Geschichte der Staatsphilosophie. Dissertation. Universität Köln 1943.
- Die Städte. Gedichte. Drei Eulen, Düsseldorf 1947, DNB 451854195.
- Heinrich Heine. Ein Vortrag. Bouvier, Bonn 1949, DNB 451854187.
- Die Ironie als literarisches Phänomen. Dissertation. Universität Bonn 1950, DNB 481793364.
- Das Problem der literarischen Wertung. In: Studium generale. Jahrgang 12, 1959. Neuausgabe: wbg, Darmstadt 1970, DNB 456921044.
- Die Centenar-Ausgabe der Sämtlichen Werke Gerhart Hauptmanns. Ein editorischer Vorbericht. Propyläen, Berlin 1964, DNB 770490670.
- Goethe: Wilhelm Meisters Lehrjahre. In: Benno von Wiese (Hrsg.): Der deutsche Roman. Band 1: Vom Barock bis zur späten Romantik. Bagel, Düsseldorf 1965, DNB 454094124, S. 132–210.

Herausgaben
- mit Richard Alewyn, Clemens Heselhaus: Gestaltprobleme der Dichtung. Günther Müller zu seinem 65. Geburtstag. Bouvier, Bonn 1957, DNB 451531264.
- Gerhart Hauptmann: Der Narr in Christo Emanuel Quint. Roman. Propyläen, Berlin 1961, DNB 451866711.
- Gerhart Hauptmann: Festspiel in deutschen Reimen. Die Finsternisse: Requiem. Propyläen, Berlin 1964, DNB 451866096.
- Gerhart Hauptmann: Der neue Christophorus. Roman. Propyläen, Berlin 1965, DNB 451866061.
- Gerhart Hauptmann: Venezianische Blätter. Aus dem ungedruckten Tagebuch der italienischen Reise 1897. Propyläen, Berlin 1966, OCLC 798972888.
- Die deutsche Literatur. Band 5: Sturm und Drang, Klassik, Romantik. Texte und Zeugnisse. Beck, München 1966, DNB 456373322.
- mit Gustav-Adolf Mohrlüder: Ironie als literarisches Phänomen. Kiepenheuer und Witsch, Köln 1973, ISBN 978-3-462-00923-1.
- Das Dramatische Werk. Gerhart Hauptmann. Vier Bände. Propyläen, Berlin 1974, DNB 540313696.
- Sämtliche Werke. Gerhart Hauptmann. Elf Bände. Propyläen, Berlin 1962–1974. Neuausgaben 1996, besorgt von Wolfgang Bungies und Martin Machatzke:

Band 1: Dramen. ISBN 978-3-549-05732-2.
Band 2: Dramen. ISBN 978-3-549-05733-9.
Band 3: Dramen. ISBN 978-3-549-05734-6.
Band 4: Lyrik und Versepik. ISBN 978-3-549-05735-3.
Band 5: Romane. ISBN 978-3-549-05736-0.
Band 6: Erzählungen, theoretische Prosa. ISBN 978-3-549-05737-7.
Band 7: Autobiographisches. ISBN 978-3-549-05738-4.
Band 8: Nachgelassene Werke. Fragmente. ISBN 978-3-549-05739-1.
Band 9: Nachgelassene Werke. Fragmente. ISBN 978-3-549-05740-7.
Band 10: Nachgelassene Werke. Fragmente. ISBN 978-3-549-05741-4.
Band 11: Nachgelassene Werke. Fragmente. ISBN 978-3-549-05742-1.